# یحیی نادر
یحیی نادر مصطفی الشریف (زاده ۱۱ سپتامبر ۱۹۹۸) بازیکن فوتبال اماراتی است که در پست هافبک دفاعی یا مدافع میانی برای العین بازی می‌کند.

## دوران حرفه‌ای
یحیی نادر بازیکن مصری متولد امارات متحده عربی است. او در رده سنی نوجوانان با العین بازی کرد و در سال ۲۰۱۸ پس از اجازه به متولدین امارات متحده عربی برای حضور در لیگ حرفه‌ای امارات در تیم اصلی شرکت کرد. او در سال ۲۰۱۹ تابعیت اماراتی را دریافت کرد و برای شرکت در مسابقات فوتبال زیر ۲۳ سال آسیا ۲۰۲۰ به همراه تیم المپیک انتخاب شد.
او اولین بازی ملی خود را با امارات مقابل استرالیا در مرحله چهارم مقدماتی جام جهانی فوتبال ۲۰۲۲ در آسیا دریافت کرد که به عنوان جانشین عبدالله رمضان در دقیقه ۷۵ وارد زمین شد.